# أفيلي
أفيلي هي بلدة تقع في العاصمة روما في إيطاليا .

## السكان
تطور النمو السكاني لـ أفيلي

## أعلام
- رودولفو غراتسياني